# Mabuya tessellata
Mabuya tessellata är en ödleart som beskrevs av  Anderson 1895. Mabuya tessellata ingår i släktet Mabuya och familjen skinkar. Inga underarter finns listade i Catalogue of Life.